# Little Canada
Little Canada é uma cidade localizada no estado americano de Minnesota, no Condado de Ramsey.

## Demografia
Segundo o censo americano de 2000, a sua população era de 9771 habitantes.
Em 2006, foi estimada uma população de 9537, um decréscimo de 234 (-2.4%).

## Geografia
De acordo com o United States Census Bureau tem uma área de
11,5 km², dos quais 10,3 km² cobertos por terra e 1,2 km² cobertos por água.

## Localidades na vizinhança
O diagrama seguinte representa as localidades num raio de 8 km ao redor de Little Canada.